# Wellow (Nottinghamshire)
Wellow is een civil parish in het bestuurlijke gebied Newark and Sherwood, in het Engelse graafschap Nottinghamshire met 470 inwoners.